# ウィリアム・ウォルトン・バターワース

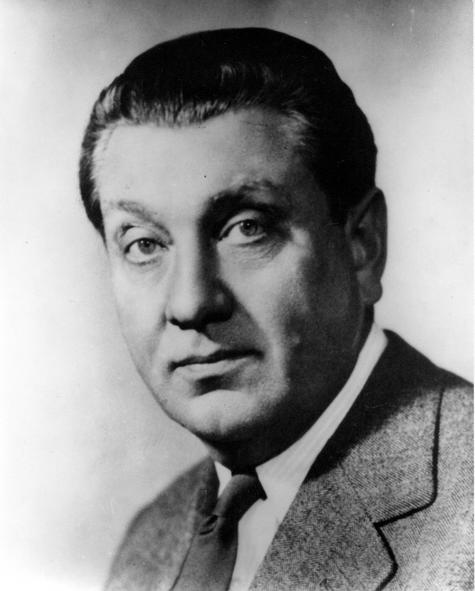
ウィリアム・ウォルトン・バターワース

ウィリアム・ウォルトン・バターワース（William Walton Butterworth, 1903年9月7日 - 1975年3月31日）は、アメリカ合衆国の外交官。

## 生い立ち
ウィリアム・ウォルトン・バターワースは1903年9月7日にルイジアナ州ニューオーリンズにおいて誕生した。バターワースはローレンスビル・スクールで教育を受け、1921年に卒業した。バターワースは続いて1925年にプリンストン大学で学士号を取得した。バターワースは1925年夏にフランスのディジョン大学に留学した。バターワースはその後1925年から1927年まで、ローズ奨学生に選ばれてオックスフォード大学ウースター・カレッジで学んだ。

## 外交職
バターワースは1928年に国務省外務職員局に入省した。バターワースはワシントンD.C.において約1年間、事務作業に従事した。その後バターワースは1929年から1932年までシンガポール大使館で副領事を務めた。続いてバターワースは、カナダのオタワで三等書記官（1932年-1933年）、イギリスのロンドンで三等書記官（1933年-1936年）および二等書記官（1936年-1941年）を務めた。
1941年、バターワースは商務省に一時出向した。第二次世界大戦が開戦すると、バターワースはスペインに派遣され、マドリッドに一等書記官として駐在した（1942年-1944年）。同時にバターワースは、合衆国商事公社のスペインおよびポルトガル支局長も兼任した（1942年-1944年）。1944年に帰国後は、国務省内の北アフリカ経済委員会でアルジェリア担当スタッフを経て（1944年）、スペインのマドリッドで参事官（1944年-1946年）、中国の重慶で参事官（1946年1月-4月）、中国の南京で参事官（1946年4月-1947年8月）を務めた。バターワースは中国においてジョージ・マーシャルの政治的アドバイザーとして貢献し、南京では公使と同等の待遇を受けた。
中国での活動を終えると、バターワースは極東部長として任命を受けた（1947年-1949年）。バターワースは続いてジョージ・マーシャルの推薦により、極東担当国務次官補に任命された（1949年-1950年）。1950年3月からは日本専任の次官補として後任の極東担当次官補ディーン・ラスクと職務を分担。その後バターワースは駐スウェーデン大使（1950年-1953年）、イギリスのロンドン大使館首席公使（1953年-1956年）、欧州石炭鉄鋼共同体大使（1956年-1959年）、欧州原子力共同体大使（1958年-1959年）、欧州経済共同体大使（1959年-1962年）、駐カナダ大使（1962年-1968年）を務めた。
バターワースは、アジアとアメリカとの外交関係に関する研究を行ったことで知られている。特に第二次世界大戦後の中国における共産党と国民党との衝突に関して深い研究を行った。またヨーロッパの経済業界、特に鉄鋼業界と石炭業界を研究し、欧州連合の創設に寄与した。

## 晩年
バターワースは1962年3月20日に、国務省外務職員局でもっとも名誉ある「終身大使」としてのタイトルを授与された。バターワースは1968年に国務省を離れた。1975年3月31日、バターワースは肝硬変により死去した。